# Josep Maria Ferrer Vilanova
Josep Maria Ferrer Vilanova   (Olot, 20 de gener de 1957 - 22 de desembre de 2021) va ser un jugador de basquetbol català. Era germà del també jugador de bàsquet Miquel Ferrer i del que va ser fisioterapèuta de la secció d'hoquei del Barça, Lluís Ferrer.
Va arribar al Club Joventut Badalona l'any 1974 per jugar a l'equip júnior. L'any 1975 va quedar campió d'Espanya júnior a Vinaròs, sent seleccionat per disputar el campionat d'Europa júnior d'aquell any amb la selecció espanyola a Santiago juntament amb Epi, Romay, Iturriaga o Solozábal, aconseguint la medalla de bronze. La temporada 1976-77 va passar a formar part del primer equip del Joventut, on va jugar fins al 1980. A la Penya es va proclamar campió de Lliga el 1978, i va ser semifinalista de la Recopa d'Europa (77), de la Copa Korac (78) i tres vegades de la Copa del Rei (77, 78 i 80). La temporada 80-81 va fitxar pel Caja de Ronda, que es trobava a la segona categoria del bàsquet nacional. Aquella temporada, l'equip malagueny va assolir l'ascens a la Primera Divisió, confirmant la fita amb el partit davant el Porcelanas Santa Clara de Vigo, en que Ferrer va ser el màxim anotador amb 22 punts. Va jugar a Màlaga fins a la temporada 1985-86.